# 張純 (安定王)
張純（？—189年），字不明，或为子淑。漁陽人，東漢末期人物。自號彌天將軍、安定王。

## 生平
張純曾為中山太守（一說為中山相），中平四年（187年），張溫領導烏桓突騎三千人討伐涼州馬騰、韓遂等人。張純自薦為將，張溫拒絕，反而以公孫瓚為將出擊。張純心生不滿，而烏桓三千騎兵卻因為糧餉問題逃回本部。張純趁機對同郡張舉說：「今烏桓既畔，皆願為亂，涼州賊起，朝廷不能禁。又洛陽人妻生子兩頭，此漢祚衰盡，天下有兩主之征也。子若與吾共率烏桓之眾以起兵，庶幾可定大業。」於是與張舉及烏桓丘力居等人叛亂。張純領軍劫略薊中，殺護烏桓校尉公綦稠、右北平太守劉政、遼東太守陽終等人，聚眾至十餘萬人，屯兵肥如，掠奪幽州、冀州。張純自稱彌天將軍、安定王。中平五年（188年），朝廷派遣中郎將孟益率領騎都尉公孫瓚討伐張純等人，公孫瓚與張純戰於石門，初時公孫瓚大勝，但公孫瓚過於深入，後援無以為繼，反為丘力居等圍於遼西管子城二百餘日，公孫瓚糧盡，士兵潰散。中平六年（189年），幽州州牧劉虞懸賞張純等人。丘力居因為劉虞之名投降，張純為門客王政所殺。